# Eustomias multifilis
Eustomias multifilis és una espècie de peix de la família dels estòmids i de l'ordre dels estomiformes.

## Morfologia
- Els mascles poden assolir 14,5 cm de longitud total.[3][4]

## Hàbitat
És un peix marí i d'aigües temperades que viu fins als 1.000 m de fondària.

## Distribució geogràfica
És un endemisme d'Austràlia.